# Otto Baer (homme politique)
Pour les articles homonymes, voir Otto Baer et Baer.
Otto Baer, également Otto Bär, (né le 1er février 1881 à Jerichow et mort le 23 avril 1966 à Magdebourg) est un homme politique et maire de Magdebourg.

## Biographie
Baer vient d'un milieu modeste. En 1898, il adhère au syndicat des travailleurs du cuir. Au début, il est caissier de maison, mais devient plus tard directeur de district. En 1900, Baer devient membre du SPD. Baer est l'un des cofondateurs de la compagnie d'assurances syndicale Volksfürsorge (de), dont il devient directeur général en 1914.
En 1917, il est élu président du SPD de Magdebourg. Il devient membre du conseil municipal de Magdebourg pour le SPD et occupe le poste de chef du conseil municipal de 1920 à 1933.
En 1928, il devient président du parlement provincial de Saxe (de). Il a également pris la présidence de l'Association des villes allemandes (de) et de l'Association provinciale des villes. Dans les années 1930 à 1933, il est également directeur administratif de l'hôpital de Magdebourg-Sudenburg.
Après que les nationaux-socialistes prennent le pouvoir en 1933, il est recherché[pourquoi ?]. Il peut se cacher, mais est arrêté en mai 1933 et placé en garde à vue dite protectrice pendant deux semaines. Une obligation de déclaration hebdomadaire lui est imposée jusqu'en 1945. De nombreuses perquisitions domiciliaires sont effectuées.
Il est au chômage jusqu'en 1935 puis reprend une agence d'assurances. Ici, il emploie d'anciens sociaux-démocrates avec un grand succès, ce qui éveille les soupçons d'un groupe de résistance au sein de la Gestapo. Il est donc détenu pendant cinq mois en 1936. En 1938, il reprend une agence d'assurances, mais est alors réquisitionné par le fisc en novembre 1939. En raison du début de la Seconde Guerre mondiale, il y a une pénurie considérable de travailleurs. Une autre arrestation a lieu en août 1944 dans le cadre de l'opération râpe. Il est interné au camp de concentration de Sachsenhausen pendant six semaines.
Le 19 avril 1945, Baer est nommé maire de Magdebourg par le commandant de l'armée américaine occupant la ville de Magdebourg. L'armée britannique, qui prend le commandement, le dépose de nouveau et la puissance occupante soviétique qui suit le réintègre définitivement dans ses fonctions. Il est également nommé président du district de Magdebourg. Cependant, Baer n'exerce ses fonctions que pendant une dizaine de mois.
Il est ensuite détenu par le NKVD pendant 10 semaines.
Il travaille ensuite comme chef de service au ministère des Finances à Halle-sur-Saale.
Baer est réservé sur l'unification forcée du SPD et du KPD dans la zone d'occupation soviétique qui a lieu en 1946. Il n'est pas reconnu comme personne persécutée par le régime nazi (VdN).

## Honneurs
La ville de Magdebourg nomme Otto-Baer-Straße en son honneur.